# Episodi di Regular Show (ottava stagione)
L'ottava stagione di Regular Show è stata trasmessa in prima visione su Cartoon Network negli Stati Uniti d'America il 26 settembre 2016, mentre in Italia ha debuttato il 13 marzo 2017.
| nº | Titolo originale            | Titolo italiano              | Prima TV USA      | Prima TV Italia |
| -- | --------------------------- | ---------------------------- | ----------------- | --------------- |
| 1  | One Space Day at a Time     | Persi nello spazio           | 26 settembre 2016 |                 |
| 2  | Cool Bro Bots               | Si torna a casa?             | 26 settembre 2016 |                 |
| 3  | Welcome to Space            | Benvenuti nello spazio       | 27 settembre 2016 |                 |
| 4  | Space Creds                 | Crediti spaziali             | 27 settembre 2016 |                 |
| 5  | Lost and Found              | Oggetti smarriti             | 28 settembre 2016 |                 |
| 6  | Ugly Moons                  | Burle spaziali               | 29 settembre 2016 |                 |
| 7  | The Dream Warrior           | L'alieno degli incubi        | 30 settembre 2016 |                 |
| 8  | The Brain of Evil           | Scacchi cervellotici         | 3 ottobre 2016    |                 |
| 9  | Fries Night                 | La notte delle patatine      | 4 ottobre 2016    |                 |
| 10 | Spacey McSpaceTree          | Un test da superare          | 5 ottobre 2016    |                 |
| 11 | Can You Ear Me Now?         | Ora riesci a sentirmi?       | 6 ottobre 2016    |                 |
| 12 | Stuck in an Elevator        | Bloccati nell'ascensore      | 7 ottobre 2016    |                 |
| 13 | The Space Race              | La corsa spaziale            | 10 ottobre 2016   |                 |
| 14 | Operation: Hear No Evil     | Un finale da rovinare        | 11 ottobre 2016   |                 |
| 15 | Space Escape                | Guerre spaziali              | 12 ottobre 2016   |                 |
| 16 | New Beds                    | Il prescelto                 | 13 ottobre 2016   |                 |
| 17 | Mordeby and Rigbecai        | I teletrasporti              | 14 ottobre 2016   |                 |
| 18 | Alpha Dome                  | Gli stregoni                 | 20 ottobre 2016   |                 |
| 19 | Terror Tales of the Park VI | I racconti del terrore VI    | 27 ottobre 2016   |                 |
| 20 | Terror Tales of the Park VI | I racconti del terrore VI    | 27 ottobre 2016   |                 |
| 21 | The Ice Tape                | Il vero Pops                 | 3 novembre 2016   |                 |
| 22 | The Key to the Universe     | Missione: salvare l'universo | 10 novembre 2016  |                 |
| 23 | No Train No Gain            | Un allenamento speciale      | 17 novembre 2016  |                 |
| 24 | Christmas in Space          | Un Natale spaziale           | 1º dicembre 2016  |                 |
| 25 | Christmas in Space          | Un Natale spaziale           | 1º dicembre 2016  |                 |
| 26 | Kill 'Em with Kindness      | Fratelli a confronto         | 14 gennaio 2017   |                 |
| 27 | Meet The Seer               | L'incontro con l'oracolo     | 14 gennaio 2017   |                 |
| 28 | Cheer Up Pops               | Storie eterne                | 16 gennaio 2017   |                 |
| 29 | A Regular Epic Final Battle | Un'epica battaglia           | 16 gennaio 2017   |                 |
| 30 | A Regular Epic Final Battle | Un'epica battaglia           | 16 gennaio 2017   |                 |
| 31 | A Regular Epic Final Battle | Un'epica battaglia           | 16 gennaio 2017   |                 |